# Avstrijsko-turška vojna (1593–1605)
Dolga turška vojna (nemško Langer Türkenkrieg, turško 1593-1606 Osmanlı-Avusturya Savaşı) ali trinajstletna vojna je bila vojna med Habsburško monarhijo in Osmanskim cesarstvom za oblast v Transilvaniji, Vlaški in Moldaviji. Končala se je z neodločenim izidom. 
Nekateri avtorji štejejo za začetek vojne leto 1591 in osmansko osvojitev Bihaća leta 1592, zato jo imenujejo petnajstletna vojna. 
V nizu osmanskih vojn v  Evropi sta bili velik preskus moči  tudi osmansko-beneška vojna  (1570–1573) in kretska vojna (1645–1669). Za največjo habsburško-osmansko vojne se šteje velika turška vojna (1683-1699). Vojne so bile na splošno sestavljene iz velikega števila dragih bitk in obleganj s skromnimi rezultati na obeh straneh.

## Udeleženci
Glavni udeleženci vojne so bili Habsburška monarhija in kneževine Transilvanija, Vlaška in Moldavija na eni in Osmansko cesarstvo na drugi strani. V vojni so v manjši meri sodelovale tudi vojvodine Ferrara, Toskana, Mantova in Papeška država. 

## Ozadje
Manjši spopadi ob habsburško-osmanski meji so se leta 1591 okrepili. Leta 1592 je poveljnik osmanskih sil Hasan Paša Predojević oblegal in osvojil pomembno mejno trdnjavo Bihać. Po tem uspehu je začel graditi trdnjavo Yeni Hisar, današnjo Petrinjo, od koder je načrtoval napad na trdnjavo Sisek. 

## Potek vojne

### 1593
Spomladi je osmanska vojska začela oblegati Sisak. Obleganje se je končalo z zmago krščanske vojske v bitki pri Sisku 22. junija 1593, v kateri je padel sam poveljnik turških sil, Hasan Paša. Bitka pomeni konec neposredne turške nevarnosti za slovenske dežele.  
Trinajstletna vojna se je začela 29. julija s pohodom osmanske vojske pod poveljstvom Sinan Paše na Ogrsko in zasedbo Győra (turško Yanıkkale) in Komaroma (turško Komaron) leta 1594.

### 1594
Na začetku leta 1594 so se Osmanom uprli Srbi v Banatu. Upor je imel značilnosti svete vojne z vojnimi zastavami s podobo Svetega Save. Zastave je posvetil patriarh Jovan Kantul. Upor je dobil podporo srbskih pravoslavnih metropolitov Rufima Njeguša  s Cetinja in Visarijona iz Trebinja. Veliki vezir Kodža Sinan Paša je v odgovor na upor  zahteval, da se iz Damaska prinese zelena zastava preroka Mohameda, in ukazal, da se posmrtni ostanki Svetega Save z vojaškim spremstvom prenesejo  iz samostana Mileševa v Beograd. Vojska je ob poti v Beograd za opozorilo upornikom pobila vse prebivalce. Osmani so po prihodu v Beogradu 27. aprila Savine posmrtne ostanke na Vračarju javno sežgali in pepel raztresli.

### 1595-1596
Leta 1595 je papež Klemen VIII. organiziral protiosmansko koalicijo evropskih krščanskih držav, znano kot Sveta liga papeža Klemna VIII. Sporazum o zavezništvu sta v Pragi  podpisali cesar Rudolf II. Habsburški in transilvanski knez Sigismund Báthory. Leto kasneje se je zvezi pridružil vlaški knez Mihael Hrabri. Španski Habsburžani so prispevali 6.000 izkušeni pešakov in 2.000 konjenikov iz Nizozemske pod poveljstvom Karla von Mansfelda, vrhovnega poveljnika španske flandrijske armade. Von Mansfeld je prevzel poveljstvo vojaških operacij na Ogrskem.
Osmanski cilj je bil osvojiti Dunaj, habsburški pa osvojiti izgubljeno ogrsko ozemlje. Za nadzor nad Donavo je bilo ključno posedovanje trdnjav ob njej. Večina vojne se je dogajala na Ogrskem (največ v sedanji zahodni Madžarski in južni Slovaški),  Podonavju, Hrvaški in Slavoniji, osmanski Rumeliji (sedanja Bolgarija in Srbija) in Vlaški (sedanja južna Romunija).
Leta 1595 je krščanska vojska pod Mansfeldovim poveljstvom osvojila Esztergom in  Višegrad, strateški trdnjavi ob Donavi. Obleganja Budima se ni lotila. Nasprotniki so medtem oblegali Eger in ga leta 1596 osvojili. 
Na Balkanu se je španska flota iz Neaplja in Sicilije pod poveljstvom Pedra de Toleda maščevala za osmanske pohode v južno Italijo in izropala Patras. Pustošenje je bilo tako silovito, da je sultan Murat III. razmišljal o poboju vseh kristjanov v Konstantinoplu, vendar si je premislil in iz mesta izgnal vse neporočene Grke. Španska flota je v naslednjih letih nadaljevala pohode v Levant. V njih ni sodelovala velika španska flota, ampak pirati, med njimi Alonso de Contreras, ki so plenili osmanske trgovske ladje.
Na vzhodni fronti je vlaški knez Mihael Hrabri v jeseni 1594 začel pohode proti Osmanskemu cesarstvu in osvojil več gradov ob spodnji Donavi, med njimi Giurgiu, Brăila, Hârşova in Silistra. Njegov moldavski zaveznik je medtem porazil osmansko vojsko v  Iaşiju in drugod v Moldaviji. Mihael je začel vdirati še globlje na osmansko ozemlje in osvojil trdnjave Nikopolj, Ribnik in Hilija  in nazadnje prodrl do Odrina. Na enem od pohodov se je približal Konstantinoplu na samo 24 kilometrov. 
Mihael Hrabri je bil prisiljen na umik preko Donave, ker so Osmani krenili v protinapad z vojsko 100.000 mož. Njihov cilj ni bil samo osvojiti izgubljeno ozemlje, ampak dokončno podjarmiti Vlaško.  Napad je bil sprva uspešen. Vojska ni osvojila samo Giurgia, ampak tudi Bukarešto in Târgovişte, ter 23. avgusta 1595, trdemu odporu navkljub, še Călugăreni. Osmansko poveljstvo je zatem postalo samovšečno in prenehalo zasledovati umikajočo se vlaško vojsko in se namesto tega osredotočila na utrditev Târgovişta in Bukarešte, čeprav njihova naloga še ni bila končana. Mihael je skoraj dva meseca čakal na prihod svojih zaveznikov, ko so prišli, pa je v siloviti protiofenzivi presenetil osmansko vojsko in se prebiti skozi njihovo obrambo v Târgoviştu (18. oktobra), Bukarešti (22. oktobra) in Giurgiu (26. oktobra). Za Osmane je bila zlasti uničujoča bitka za Giurgiu, v kateri so se v neredu umikali preko Donave.
Vojna med Vlaško in Osmanskim cesarstvom se je nadaljevala do konca leta 1599, ko je Mihael zaradi premajhne podpore svojih zaveznikov ni mogel nadaljevati. 
Prelomnica vojne je bila bitka pri Keresztesu na Ogrskem od 24. do 26. oktobra 1596, v kateri je osmanska vojska premagala habsburško-transilvansko vojsko 45.000-50.000 mož. Združeni krščanski vojski je v bitki že uspelo zlomiti odpor večjega dela turške vojske in so krščanski vojaki, prepričani v svojo zmago, začeli neorganizirano pleniti po osmanskem taboru, kar je omogočilo ostankom že skoraj premagane turške vojske, da so pregnali svoje nasprotnike z bojišča. Osmani so kljub zmagi prepoznali superiornost zahodne vojaške opreme nad osmanskim orožjem. Bitka je bila prvi pomembni vojaški spopad v Srednji Evropi po bitki pri Mohaču leta 1526. Habsburžani so kljub porazu leta 1598 ponovno zavzeli Győr in Komárom.

### 1601–1606
Avgusta 1601 Giorgio Basta in Mihael Hrabri v bitki pri Guruslău porazila ogrsko plemstvo pod poveljstvom  Sigismunda Báthoryja, ki je sprejel osmansko zaščito. Po umoru Mihaela Hrabrega, ki so ga izvedli  najemniški vojaki na ukaz Giorgia Baste, je bilo transilvansko plemstvo pod vodstvom Mózesa Székelyja poraženo še v bitki pri Braşovu leta 1603. Zmagoviti habsburško-vlaški vojski je poveljeval Radu Şerban. Po tej zmagi je vse kazalo, da so Habsburžani sposobni doseči odločilno zmago v vojni s Turki.
Zadnja faza vojne (1604-1606) je minila v ozračju upora transilvanskega kneza Štefana Bocskaya. Ko je  cesar Rudolf na podlagi večinoma lažnih obtožb začel preganjati del plemstva, da bi napolnil prazno dvorno blagajno, se je sposobni strateg Bocskay uprl. Okoli sebe je zbral obupano plemstvo in se uprl habsburškemu vladarju. Njegovo vojsko so na pohodu proti zahodu podprli ogrski hajduki. Vojska je dosegla nekaj zmag in osvojila nekaj ozemlja, potem pa se je  Bocskay proglasil za kneza Transilvanije (Târgu Mureș, 21. februar 1605) in malo kasneje še kneza Ogrske (Szerencs, 17. april 1605).  Osmani so ga podprli in mu ponudili ogrsko krono, ki jo je (kot kristjan) odklonil. Kot knez Ogrske se je začel pogajati z Rudolfom II. in pogajanja končal z Dunajskim sporazumom leta 1606.

## Posledice
Dolga turška vojna se je končala z Žitvanskim mirovnim sporazumom, podpisanim 11. novembra 1606. Za obe cesarstvi se je končala s skromnimi ozemeljskimi pridovitvami: Osmani so osvojili trdnjave Eger, Esztergom in Kanižo in Habsburžanom prepustili območje Váca, ki so ga osvojili že leta 1541.  Sporazum je potrdil nesposobnost Osmanskega cesarstva, da prodre globlje na habsburško ozemlje, in nesposobnost Habsburžanov, da pridobijo Transilvanijo. Cesar Rudolf ni dosegel svojih vojnih ciljev, pridobil pa je nekaj ugleda, ker je ubranil svoje ozemlje in vojno prikazal kot svojo zmago.  Sporazum je stabiliziral stanje na habsburško-osmanski meji. Bocskay je uspel ohraniti svojo neodvisnost, vendar se je odpovedal naslovu ogrskega kralja.
- Obleganje Budima
- Obleganje Esztergoma lata 1595
- Osvojitev Pápe leta 1597
- Mirovna pogajanja v Zsitvatoroku leta 1606

## Vira
- Finkel, Caroline (1988). The Administration of Warfare: The Ottoman Military Campaigns in Hungary, 1593-1606. Vienna: VWGÖ. ISBN 3-85369-708-9.
- Ćirković, Sima (2004). The Serbs. Malden: Blackwell Publishing.